# Gabriel Osho
Gabriel Osho, né le 14 août 1998 à Reading, est un footballeur international nigérien qui joue au poste de défenseur ou milieu de terrain à l’AJ Auxerre.

## Biographie

### En club
Formé au Reading FC, il signe son premier contrat professionnel en juillet 2016 tout en jouant avec l'équipe des moins de 23 ans et avant d'être prêté à l'hivers 2018 à Maidenhead United puis à Aldershot Town à l'automne, deux clubs de cinquième division. 
Gabriel Osho fait sa première apparition sous les couleurs de son club formateur en étant titulaire à l'occasion d'un match face de Championship contre le MiddlesbroughF C le 22 décembre 2018. Après avoir connu deux nouveaux prêts, il est laissé libre à l'été 2020.
Le 18 novembre 2020, il rejoint Luton Town avant d'être prêté à Yeovil Town puis au Rochdale AFC.
Après de nombreuses expériences en Angleterre, le joueur signe le 11 juillet 2024 à l'AJ Auxerre, promu en Ligue 1 pour la saison 2024/25 pour une saison plus deux en option.

### En sélection
Il est appelé pour la première fois avec l'équipe du Nigéria en mars 2024 mais ne peut s'y rendre dû à une blessure. Il est de nouveau appelé en novembre 2024. Il est titulaire contre le Bénin puis contre le Rwanda pour ses deux premiers matchs internationaux.